# Стёненберг, Йоп
Якобюс Йоханнес (Йоп) Стёненберг (нидерл. Jacobus Johannes "Joop" Steunenberg; 16 октября 1912, Амстердам — 13 октября 2001) — нидерландский футболист, игравший на позициях полузащитника и защитника, выступал за амстердамские команды ЗСГО и «Аякс».

## Спортивная карьера
В 1930-х годах Йоп был членом спортивного сообщества ЗСГО, чья аббревиатура переводится как «Без работы в команде нет побед», играл в футбол и занимался лёгкой атлетикой. Принимал участие в забегах на 1500 метров. В ноябре 1933 года вызывался в одну из сборных Футбольного союза Амстердама.
В ноябре 1934 года подал запрос на переход в «Аякс». На тот момент он проживал в западной части Амстердама по адресу Тведе Хюго де Гротстрат 39. В сентябре 1935 года был заявлен за третий состав «Аякса», а в ноябре был переведён во вторую команду. За основной состав дебютировал 26 января 1936 года в матче чемпионата Нидерландов против клуба «Гермес ДВС», сыграв на позиции левого полузащитника — в гостях его команда сыграла вничью со счётом 1:1. В апреле сыграл в матче с «Блау-Витом», который проходил в рамках утешительного финала совместного пасхального турнира «Аякса» и «Блау-Вита».
В своём втором сезоне, который был для его клуба чемпионским, Стёненберг сыграл в четырёх матчах чемпионата, включая одну встречу в турнире чемпионов. В начале сезона 1937/38 по-прежнему был завялен за вторую команду «Аякса». В январе 1938 года запрашивал перевод в «Блау-Вит», но спустя четыре месяца отозвал свой запрос. В том сезоне принял участие только в двух кубковых встречах — против ЗФК и ХРК. За четыре сезона Йоп сыграл семь матчей в чемпионате, а свою последнюю игру за «Аякс» провёл 2 октября 1938 года против «Фейеноорда». В январе 1939 года подал запрос на возвращение в клуб ЗСГО. В июле получил разрешение на переход, а уже в октябре был заявлен за основной состав ЗСГО.

## Личная жизнь
Йоп родился в октябре 1912 года в Амстердаме. Отец — Корнелис Фредерик (Питер) Стёненберг, был родом из Амстердама, мать — Йозефина Харингаспел, родилась в Брилле. Родители поженились в марте 1911 года в Амстердаме — на момент женитьбы отец был огранщиком алмазов. В их семье воспитывалось ещё трое дочерей: Мария Элизабет, Вилхелмина Каролина Мария и Йозефина.
Был женат дважды. Его первой супругой стала 22-летняя Каролина Корнелия Пиккарт, уроженка Амстердама. Их брак был зарегистрирован 27 июля 1938 года в Амстердаме. В сентябре 1940 года в семье Стёненберга родился сын по имени Роберт Йоханнес. В сентябре 1943 года супруги развелись. В июле 1944 года женился на 29-летней Жанне Мари Дондорп, уроженке Амстердама. Во время оккупации Нидерландов Йоп работал в еврейском отделе СД, а уже после окончания войны был приговорён к семи годам лишения свободы за сотрудничество с нацистами. В 1950 году в его семье родилась двойня — дочь Элли Мария и сын Тони Пьер.
С августа 1978 года проживал с супругой в деревни Зваг. Его супруга умерла в феврале 1989 года в возрасте 79 лет.
Умер 13 октября 2001 года в возрасте 88 лет. Похоронен рядом с супругой на кладбище Беркхаутервег в городе Хорн.

## Статистика по сезонам
| Клуб             | Сезон            | Чемпионат Нидерландов | Чемпионат Нидерландов | Кубок Нидерландов | Кубок Нидерландов | Итого | Итого |
| Клуб             | Сезон            | Игры                  | Голы                  | Игры              | Голы              | Игры  | Голы  |
| ---------------- | ---------------- | --------------------- | --------------------- | ----------------- | ----------------- | ----- | ----- |
| Аякс             | 1935/36          | 1                     | 0                     | 0                 | 0                 | 1     | 0     |
| Аякс             | 1936/37          | 4                     | 0                     |                   |                   | 4     | 0     |
| Аякс             | 1937/38          | 0                     | 0                     | 2                 | 0                 | 2     | 0     |
| Аякс             | 1938/39          | 2                     | 0                     |                   |                   | 2     | 0     |
| Всего за карьеру | Всего за карьеру | 7                     | 0                     | 2                 | 0                 | 9     | 0     |

## Достижения
«Аякс»
- Чемпион Нидерландов: 1936/37